# Camponotus eugeniae
Camponotus eugeniae é uma espécie de inseto do gênero Camponotus, pertencente à família Formicidae.